# Игрежинья
Игрежинья (порт. Igrejinha) — муниципалитет в Бразилии, входит в штат Риу-Гранди-ду-Сул. Составная часть мезорегиона Агломерация Порту-Алегри. Входит в экономико-статистический микрорегион Грамаду-Канела. Население составляет 31 389 человек на 2006 год. Занимает площадь 136,816 км². Плотность населения — 229,4 чел./км².
Праздник города — 1 июня.

## История
Город основан 1 июня 1964 года.

## Статистика
- Валовой внутренний продукт на 2004 составляет 433 057 242,00 реала (данные: Бразильский институт географии и статистики).
- Валовой внутренний продукт на душу населения на 2004 составляет 14 447,28 реала (данные: Бразильский институт географии и статистики).
- Индекс развития человеческого потенциала на 2000 составляет 0,822 (данные: Программа развития ООН).

## География
Климат местности: субтропический. В соответствии с классификацией Кёппена, климат относится к категории Cfa.

## Галерея

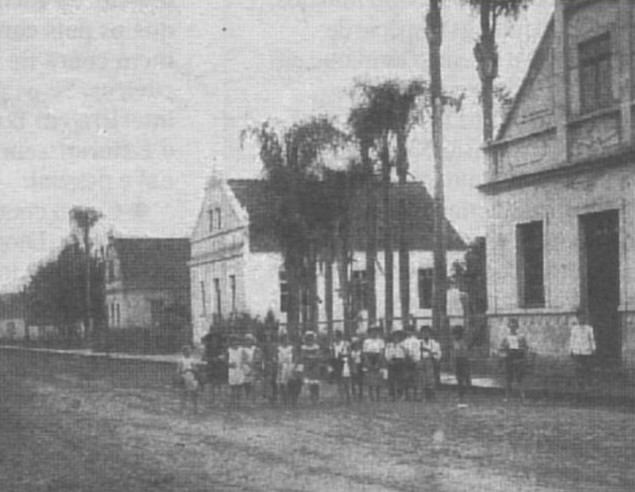
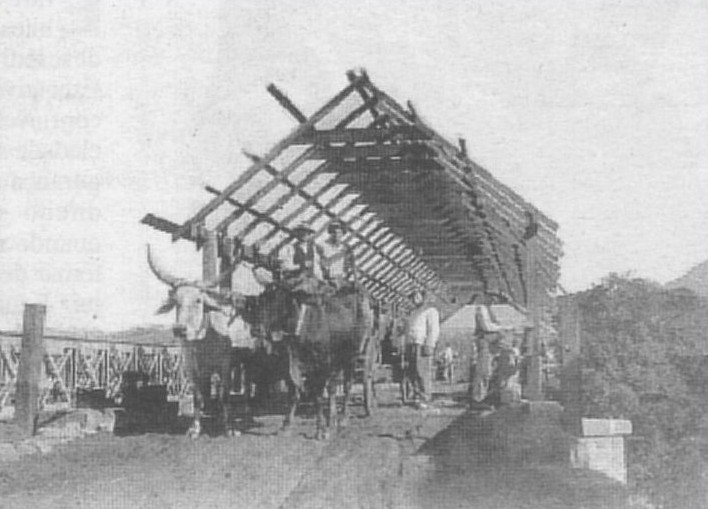
Мост
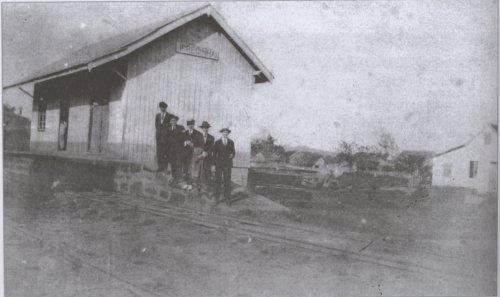
Вокзал
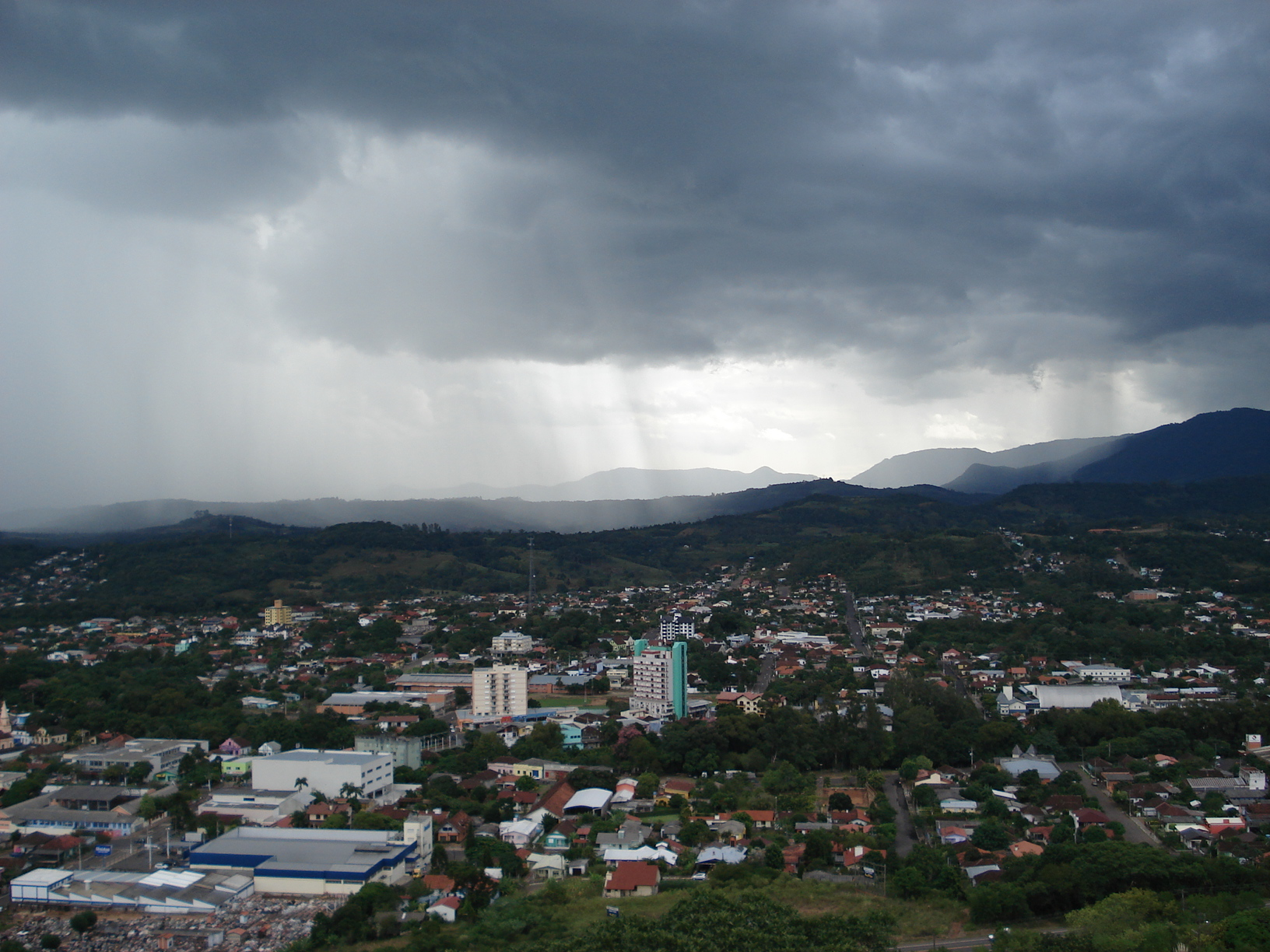
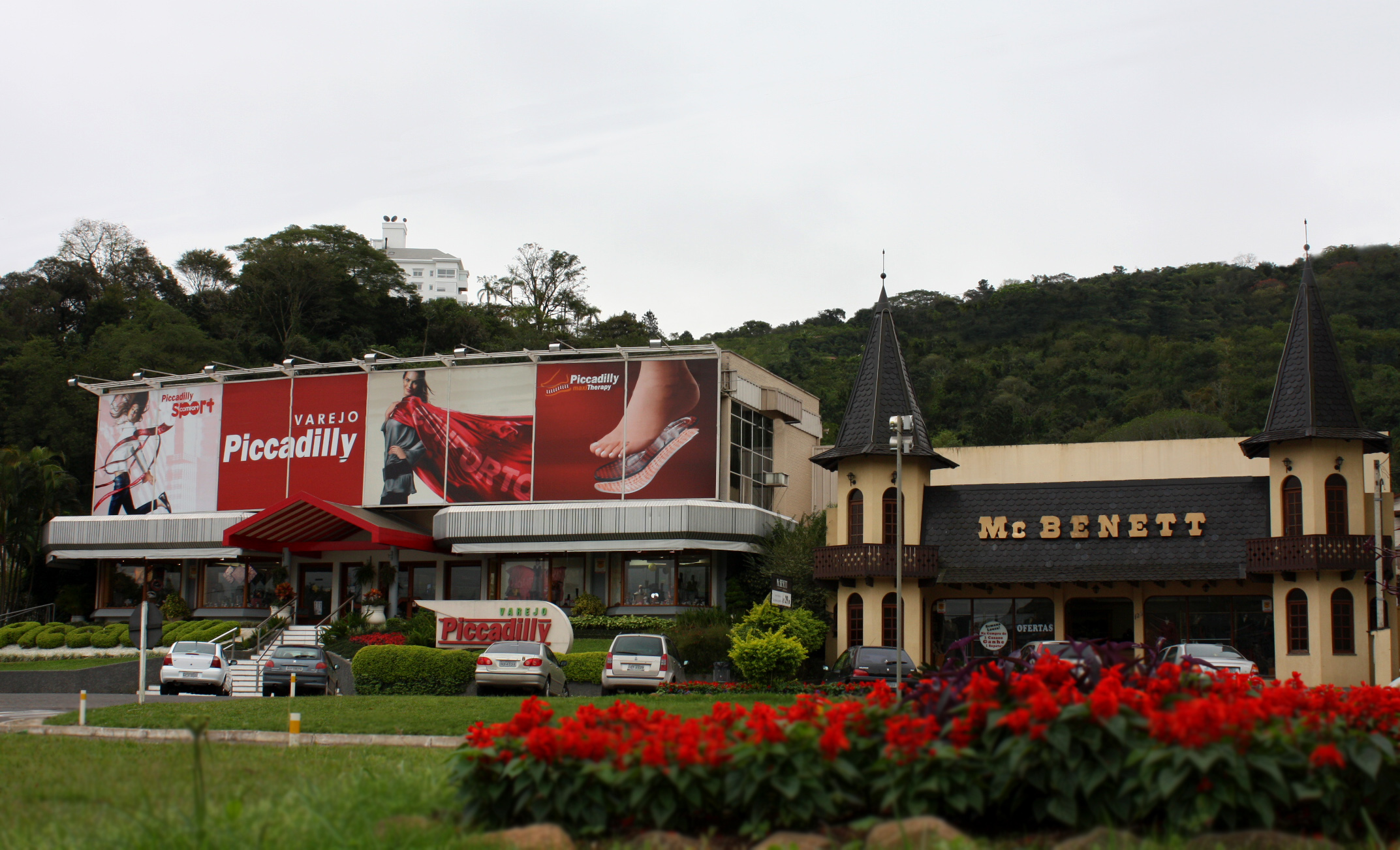
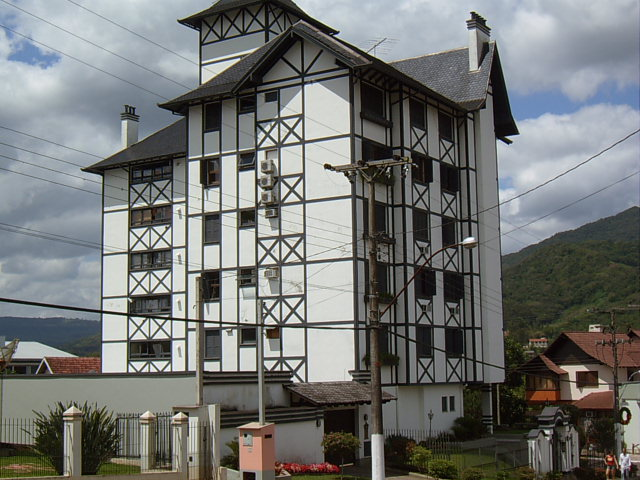
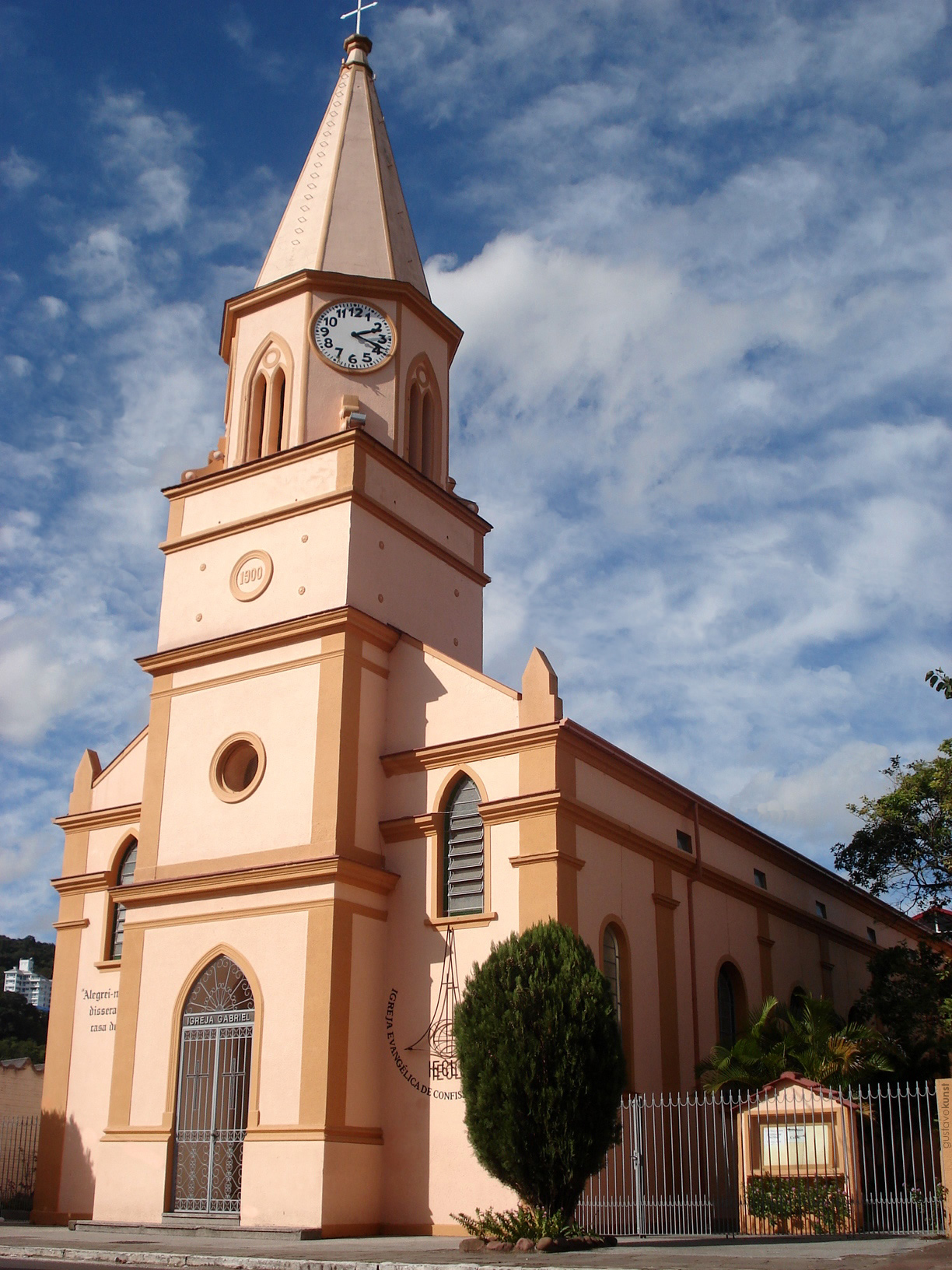
Собор
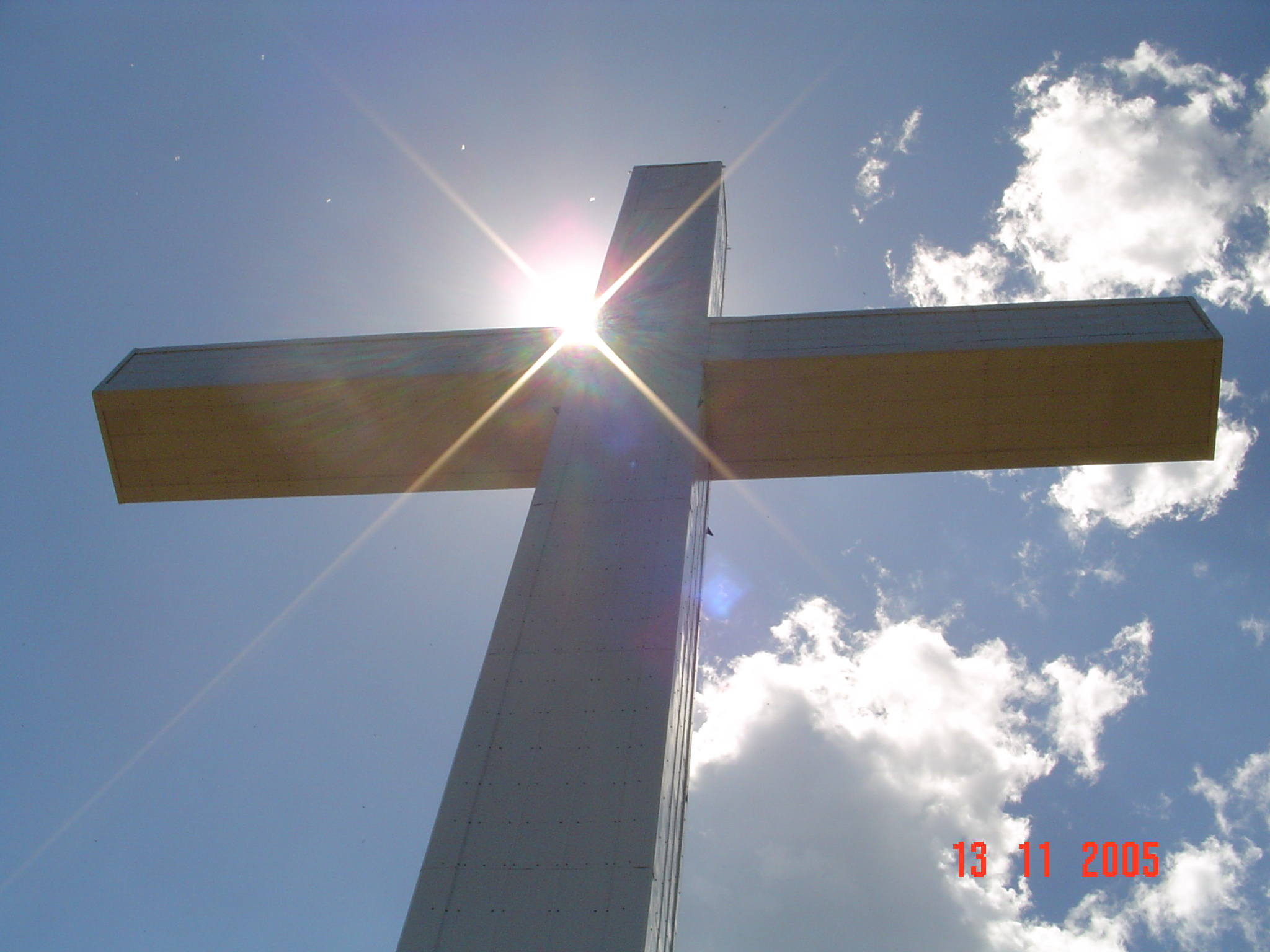
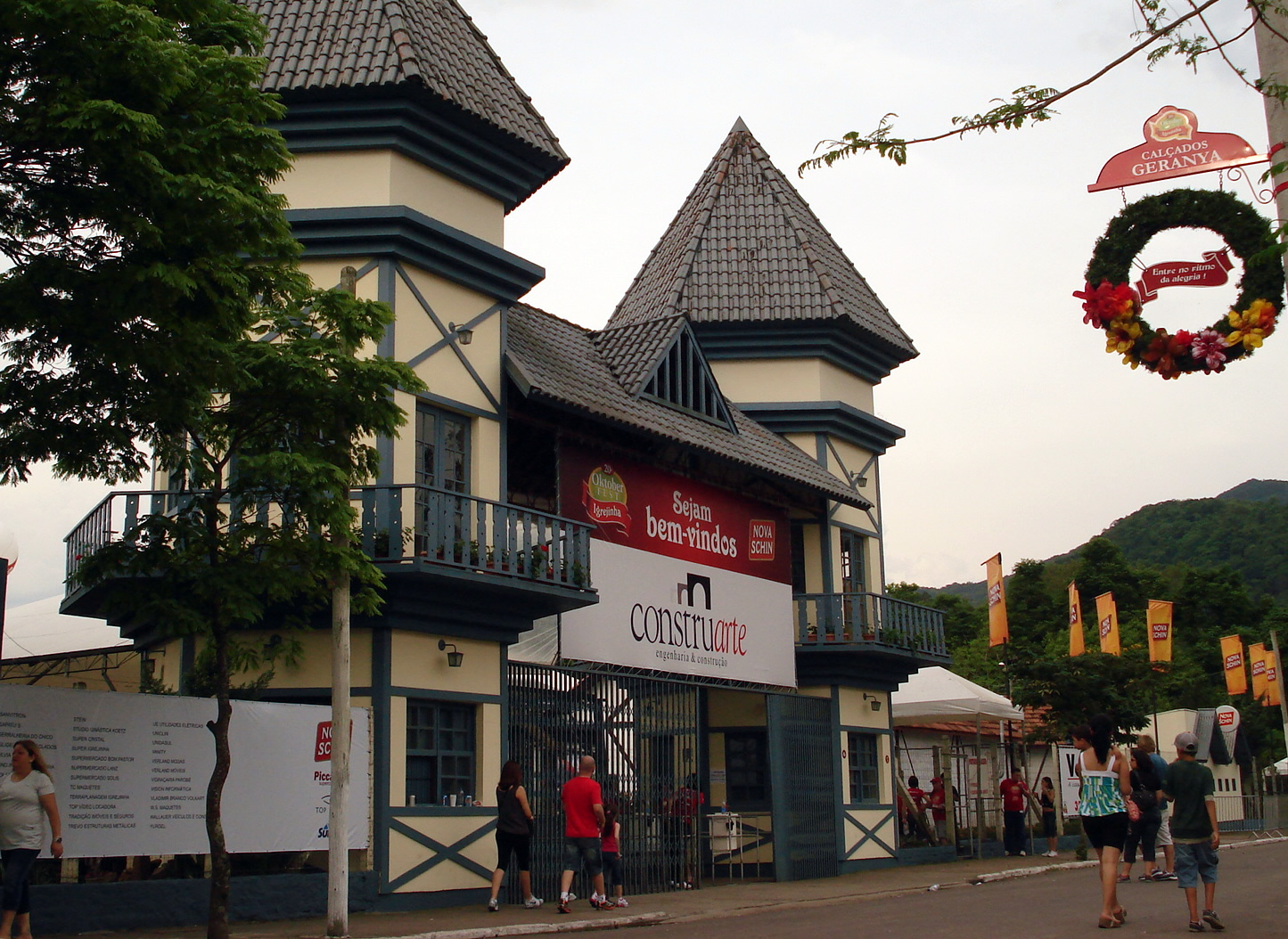